# Lepthyphantes bigerrensis
Lepthyphantes bigerrensis är en spindelart som beskrevs av Simon 1929. Lepthyphantes bigerrensis ingår i släktet Lepthyphantes och familjen täckvävarspindlar.
Artens utbredningsområde är Frankrike. Inga underarter finns listade i Catalogue of Life.